# فيونا راسيل باول
فيونا راسيل باول (بالإنجليزية: Fiona Russell Powell)‏ هي صحفية بريطانية، ولدت في 2 أبريل 1962.

## وصلات خارجية
- فيونا راسيل باول على موقع IMDb (الإنجليزية)